# 邦康镇区
邦康镇区是缅甸掸邦马曼县下辖的一个镇区，同时也是佤自治州的一部分。治所位于邦康。镇区现在佤邦控制下，佤邦将东部划归邦康特区管辖，北部划归勐冒县管辖，其余部分划归勐能县管辖。